# Here I Am (álbum de Alexander Klaws)
Here I Am ("Heme Aquí") es el segundo álbum de Alexander Klaws, ganador de la primera temporada del show de televisión Deutschland sucht den Superstar ("Alemania busca una estrella"). Es publicado en 2004 bajo el sello Hansa Records y BMG y producido y arreglado por Dieter Bohlen. 
De este álbum se extrajeron cuatro sencillos: Free Like The Wind ("Libre como el viento")(2 semanas N.º 1 en Alemania) y Behind The Sun ("Detrás del sol"), Sunshine After The Rain ("Rayo de sol después de la lluvia") y Here I Am ("Heme aquí").

## Créditos
- Arreglos: Dieter Bohlen
- Producción: Dieter Bohlen
- Publicación: Hansa M.V./Hanseatic
- Distribución: BMG Records
- Dirección de Arte: Manfred Vormstein
- Foto de Portada: Manfred Vormstein
- Diseño: Ariola-Studios/Vormstein/Kortemeier
- Fotografía Trasera: Dieter Zill

## Lista de canciones
| #   | Título                                           | Tiempo |
| --- | ------------------------------------------------ | ------ |
| 1.  | "Sunshine After The Rain"                        | 3:11   |
| 2.  | "Free Like The Wind"                             | 3:44   |
| 3.  | "Here I Am"                                      | 4:02   |
| 4.  | "Maybe"                                          | 3:47   |
| 5.  | "Another Heart Is Broken"                        | 3:38   |
| 6.  | "Break Free"                                     | 3:08   |
| 7.  | "There Is No Good In Goodbye"                    | 3:52   |
| 8.  | "Light Of Day"                                   | 4:11   |
| 9.  | "Behind The Sun"                                 | 3:56   |
| 10. | "If I Could Live Forever"                        | 3:25   |
| 11. | "Don't Be Cool"                                  | 4:14   |
| 12. | "You've Got That Look"                           | 3:38   |
| 13. | "Why Does It Always Rain On Me"                  | 3:33   |
| 14. | "Sunshine After The Rain (Summer Dream Version)" | 4:24   |

## Posicionamiento
| Listas (2004)         | Máxima Posición |
| --------------------- | --------------- |
| Alemania albums chart | 1               |
| Austria albums chart  | 25              |
| Suiza albums chart    | 26              |